# Ивасишин, Орест Михайлович
Ивасишин Орест Михайлович (укр. Івасишин Орест Михайлович; 8 ноября 1946 года, Никитинцы, Станиславская область) — украинский учёный в области физики металлов, доктор технических наук, профессор, академик НАН Украины, директор Института металлофизики НАН Украины (с 2011 по 2019).
В 1969 году отличием закончил Львовский политехнический институт по специальности «физика металлов». В течение 1969—1972 годов учился в аспирантуре Института металлофизики АН УССР и выполнял исследования под руководством академика НАН Украины Виталия Никифоровича Гриднева. С тех пор и поныне вся научная биография Ореста Михайловича связана с институтом металлофизики. С 1989 года он — заведующий отделом физики прочности и пластичности негомогенных сплавов, с 1990 года — заместитель директора по научной работе, а с 2011 по 2019 — директор института.
Удостоен Государственной премии Украины в области науки и техники, премии НАН Украины им. К. Д. Синельникова, премии президентов Академии наук Украины, Белоруссии и Молдавии, звание «Заслуженный деятель науки и техники».